# Leguminovora glycinivorella
Leguminovora glycinivorella is een vlinder uit de familie bladrollers (Tortricidae). De wetenschappelijke naam voor deze soort is voor het eerst geldig gepubliceerd in 1898 door Matsumura.
De soort komt voor in tropisch Afrika.